# 顾约瑟
顾约瑟是杭州市崇一堂的主任牧师。
顾约瑟在2003年带领重建了于1958年关闭的杭州市崇一堂，并担任该堂的主任牧师。 。
2016年1月18日，顾约瑟牧师被浙江省基督教两会免去其主任牧师职务，改由张忠成牧师接替。最新消息：当局于2017年1月7日以挪用资金罪，正式逮捕顾约瑟。 中国浙江当局将其抓捕，指其涉嫌挪用公款一千万，对他监视居住。他现在担任浙江省基督教协会会长，为文革之后抓捕的最高级别的基督教两会领袖。顾约瑟牧师对当局大规模强拆教堂十字架的行动持反对态度，据包括曹雅学在内的一些分析人士说，这可能是他遭到拘押的原因。
2017年12月24日中午被释放回家。